# مسحمة (القفر)

تعديل مصدري - تعديل

مسحمة محلة تابعة لقرية ظهي، التابعة لعزلة حمير بمديرية القفر إحدى مديريات محافظة إب في الجمهورية اليمنية، بلغ تعداد سكانها 247 حسب تعداد اليمن لعام 2004.